# Ladies Open Lausanne 2023
Il Ladies Open Lausanne 2023 è un torneo di tennis giocato sulla terra rossa. È la 30ª edizione del torneo, che fa parte della categoria WTA 250 nell'ambito del WTA Tour 2023. Si gioca nel Tennis Club Stade Lausanne di Losanna, in Svizzera, dal 24 al 30 luglio 2023.

## Partecipanti

### Teste di serie
| Giocatrice  | Nazionalità            | Ranking* | Testa di serie |
| ----------- | ---------------------- | -------- | -------------- |
| Romania     | Irina-Camelia Begu     | 31       | 1              |
| Italia      | Elisabetta Cocciaretto | 42       | 2              |
| Romania     | Ana Bogdan             | 49       | 3              |
| Italia      | Lucia Bronzetti        | 53       | 4              |
| Stati Uniti | Emma Navarro           | 57       | 5              |
|             | Mirra Andreeva         | 65       | 6              |
| Francia     | Alizé Cornet           | 68       | 7              |
|             | Elina Avanesjan        | 69       | 8              |
| Francia     | Diane Parry            | 82       | 9              |

* Ranking al 17 luglio 2023.

### Altre partecipanti
Le seguenti giocatrici hanno ricevuto una wild card per il tabellone principale:
- Susan Bandecchi
- Fiona Ferro
- Céline Naef

Le seguenti giocatrici sono entrate in tabellone usando il ranking protetto:
- Evgenija Rodina
- Patricia Maria Țig

La seguente giocatrice è subentrata in tabellone come alternate:
- Dajana Jastrems'ka

Le seguenti giocatrici sono passate dalle qualificazioni:

- Valentini Grammatikopoulou
- Dalila Jakupović
- Réka Luca Jani
- Chloé Paquet

La seguente giocatrice è entrata nel tabellone principale come lucky loser:
- Jenny Dürst

### Ritiri
Prima del torneo
- Kateryna Baindl → sostituita da  Julia Riera
- Belinda Bencic → sostituita da  Léolia Jeanjean
- Irina-Camelia Begu → sostituita da  Dajana Jastrems'ka
- Sara Errani → sostituita da  Jenny Dürst
- Sofia Kenin → sostituita da  Jil Teichmann
- Ashlyn Krueger → sostituita da  Viktorija Golubic

## Partecipanti al doppio

### Teste di serie
| Nazione  | Giocatrice     | Nazione   | Giocatrice           | Rank1 | Teste di serie |
| -------- | -------------- | --------- | -------------------- | ----- | -------------- |
|          | Jana Sizikova  | Belgio    | Kimberley Zimmermann | 103   | 1              |
| Giappone | Eri Hozumi     |           | Irina Chromačëva     | 145   | 2              |
| Ungheria | Anna Bondár    | Francia   | Diane Parry          | 155   | 3              |
| Spagna   | Aliona Bolsova | Venezuela | Andrea Gámiz         | 165   | 4              |

* Ranking al 17 luglio 2023.

## Campionesse

### Singolare
Elisabetta Cocciaretto ha sconfitto in finale  Clara Burel con il punteggio di 7–5, 4–6, 6–4.
- É il terzo titolo in carriera per Cocciaretto, il secondo della stagione e il primo di categoria WTA 250.

### Doppio
Anna Bondár /  Diane Parry hanno sconfitto in finale  Amina Anšba /  Anastasia Dețiuc con il punteggio di 6–2, 6–1.